# Fahrkosten (Krankenversicherung)
Fahrkosten sind nach § 60 Abs. 1 bis 4 SGB V unter bestimmten Umständen eine Leistung der gesetzlichen Krankenversicherung in Deutschland. Die Ausgaben der gesetzlichen Krankenversicherung betrugen im ersten und zweiten Quartal 2020 insgesamt 3,4 Mrd. und im ersten und zweiten Quartal 2021 insgesamt 3,61 Mrd. Euro.

## Voraussetzungen
Seit der Gesundheitsreform 2004 gehören Fahrkosten zu ambulanten Behandlungen grundsätzlich nicht mehr im Leistungskatalog der gesetzlichen Krankenkassen. Ebenso sind bloße Fahrten zum Arzt, etwa zur Abklärung von Beschwerden nicht erstattungsfähig. Diese Kosten muss der Versicherte deshalb selbst tragen.

### Genehmigungserfordernis
Bei stationären und teilstationären Behandlungen werden Fahrkosten weiterhin erstattet. Allerdings wird auch hier nur das günstigste Transportmittel von der Krankenkasse finanziert. In der Regel wird davon ausgegangen, dass der Versicherte selbst unter Nutzung eines privaten Kraftfahrzeugs oder des ÖPNV die Fahrt zur Krankenbehandlung antritt. Nur wenn das aus medizinischen Gründen nicht möglich ist (fehlender ÖPNV ist kein medizinischer Grund, Sozialgericht Karlsruhe S 5 KR 1763/11 vom 23. Januar 2012), können auch je nach medizinischer Notwendigkeit die Kosten für eine Krankenfahrt (Taxi), einen Krankentransport oder einen Rettungswagen finanziert werden. Der behandelnde Arzt hat hierzu nach der Krankentransport-Richtlinie (KrTrRl) einen Verordnungsvordruck auszufüllen. § 60 Abs. 1 Sätze 4 und 5 SGB V legen fest in welchen Fällen eine Fahrt außerdem einer vorherigen Genehmigung durch die Krankenkasse bedarf, um erstattungsfähig zu sein. Die Krankenkasse kann sich aber nicht auf das Fehlen einer vorherigen Genehmigung berufen, wenn das vom Arzt verwendete Formular hierauf nicht hinweist. Genehmigt die Krankenkasse die Fahrten, so muss sie nach § 9 Satz 2 KrTrRl Dauer und Umfang, z. B. das Transportmittel für die Hin- und Rückfahrt, in der Genehmigung festlegen. Die Notwendigkeit der Beförderung ist nach § 2 Abs 2 Satz 2 KrTrRl für den Hin- und Rückweg gesondert zu prüfen. Im Gegensatz zur vorherigen Genehmigung kann die Verordnung in Ausnahmefällen, insbesondere in Notfällen, nach § 3 Abs 2 Satz 2 KrTrRl nachträglich ausgestellt werden. § 2 Abs 2 Satz 3 KrTrRl legt fest was, was ein Notfall ist. Dazu, was ein sonstiger Ausnahmefall, der keine Notfall ist, ist führt die KrTrRl nichts aus. Dies bleibt somit der einzelnen Krankenkasse überlassen und kann von dieser nach § 16 Abs. 1 SGB I erfragt werden.

### Ambulante Behandlungen
Der Gesetzgeber beabsichtigte ab 1. Januar 2004 Fahrkosten bei ambulanten Behandlung grundsätzlich gar nicht mehr zu erstatten und nur in „besonderen“ Ausnahmefällen etwas anderes gelten zu lassen, nicht aber schon in Härtefällen. Er hat den Gemeinsame Bundesausschuss (GBA oder G-BA) in § 60 Abs. 1 Satz 3 SGB V beauftragt in der Krankentransport-Richtlinie Ausnahmetatbestände festzulegen, bei denen Fahrkosten zur ambulanten Behandlung durch die Krankenkasse erstattungsfähig sind. Bei Patienten mit Merkzeichen aG (außergewöhnlich gehbehindert), H (hilflos) oder Bl (blind) sind diese Fahrkosten für alle Behandlungen erstattungsfähig, ebenso bei Patienten mit Pflegestufe II bzw. Pflegegrad 4 (Pflegegrad 3 nur dann, wenn der Pflegegrad ausschließlich auf körperlichen Beeinträchtigungen beruht). Für alle Versicherten werden die Fahrkosten nur bei bestimmten Behandlungen erstattet. die in Anlage II der Richtlinie nicht abschließend aufgeführt wird, hierzu gehören regelmäßig eine Dialysebehandlung, eine onkologische Strahlentherapie sowie bestimmte Krebstherapien. Auch hier ist eine vorherige Genehmigung durch die Krankenkasse erforderlich, wenn nicht gleichzeitig ein Fall nach § 60 Abs. 1 Sätze 4 und 5 SGB V vorliegt.

### Ausreichende Versorgung
Die Krankentransport-Richtlinie ist die Richtlinie nach § 92 Absatz 1 Satz 2 Nummer 12 SGB V. Nach § 92 Absatz 1 Satz 1 SGB V bieten diese Richtlinien die Gewähr für eine ausreichende, zweckmäßige und wirtschaftliche Versorgung der Versicherten. Können sich Versicherte lediglich darauf berufen, dass sie nicht in der Lage sind, die Fahrten selbst zu finanzieren, so ist eine Erstattung ausgeschlossen. Das Bundessozialgericht hat in B 1 KR 79/11 B am 24. September 2012 entschieden, dass auch ohne Entscheidung eines Revisionsgerichts nach Wortlaut, Entstehungsgeschichte, Regelungssystem und Zweck des § 92 SGB V klar ist, dass § 92 SGB V nicht die durch § 60 SGB V gezogenen Grenzen überwinden darf. In der Abschlussbegründung zur Petition „Fahrkosten im ländlichen Raum“, führt der Petitionsausschuss des Deutschen Bundestags aus „Nach Auffassung des Petitionsausschusses steht fest, dass die beschriebenen Regelungen die Übernahme von Fahrkosten in medizinisch zwingend erforderlichen Fällen sicherstellen und gleichzeitig eine übermäßige Kostenbelastung der Krankenkassen durch medizinisch nicht angezeigte Krankenfahrten verhindern.“. Versicherte, die Fahrten, die aus medizinischen Gründen notwendig sind aber nicht von der Krankenkasse übernommen werden, etwa zu notwendiger ambulanter Diagnostik ohne Behandlung, nicht finanzieren können, haben sich wegen der Übernahme von Fahrtkosten an das Sozialamt zu wenden. Zwar werde nach § 28 Abs. 1 Satz 1 SGB XII der Bedarf des notwendigen Lebensunterhalts mit Ausnahme der Leistungen für Unterkunft und Heizung und der Sonderbedarfe nach Regelsätzen erbracht, jedoch werden die Bedarfe abweichend festgelegt, wenn im Einzelfall ein Bedarf unabweisbar seiner Höhe nach erheblich von einem durchschnittlichen Bedarf abweicht (§ 28 Abs. 1 Satz 2 SGB XII). Diese Öffnungsklausel erlaube auch die Übernahme erhöhter Fahrkosten, die über das hinausgehen, was an Fahrtkosten durch die Regelsätze abgegolten sind (vgl. Grube/Wahrendorf, SGB XII, § 28 Rn. 13).

### Zuzahlungen
Fahrkosten sind bis zur individuellen Belastungsgrenze zuzahlungspflichtig. Anders als bei allen anderen Tatbeständen der gesetzlichen Krankenversicherung müssen auch Kinder und Jugendliche die Zuzahlung entrichten, sie sind nicht befreit. Da bei vollständig selbst zu tragenden Fahrten keine Zuzahlungen anfallen, wirken sich die Selbstzahlung auch nicht auf das Erreichen der individuellen Belastungsgrenze aus.

## Stufenweise Wiedereingliederung
Keine Erstattung der Fahrkosten durch Krankenkassen bei isolierter Stufenweiser Wiedereingliederung ohne vorherige oder gleichzeitige Leistung zur medizinischen Rehabilitation (BSG, Grundsatzurteile vom 16. Mai 2024, B 1 KR 4/23 R und B 1 KR 7/23 R).